# Sinagoga nuova di Częstochowa
La sinagoga nuova di Częstochowa, ora scomparsa, era la più grande sinagoga di Częstochowa in Polonia e uno degli edifici più imponenti e distintivi della città. Costruita tra il 1899 e il 1909 in stile neoclassico, fu incendiata dai nazisti il 25 dicembre 1939 e quindi totalmente demolita nel 1955.

## Storia
Częstochowa è uno dei luoghi storici della presenza ebraica in Polonia fin dal XVII secolo. Nella seconda metà dell'Ottocento la comunità ebraica conobbe un fortissimo incremento demografico. Migliaia di ebrei vivevano ora in città, e ciò richiedeva la costruzione di nuovi, sempre più grandi luoghi di culto.

### La sinagoga nuova
Ispirata ai principi dell'Haskalah, o Illuminismo ebraico, la "sinagoga nuova" fu la più maestosa tra le sinagoghe della città. A Częstochowa esisteva già, al centro del quartiere ebraico della città, una grande sinagoga monumentale, la cosiddetta sinagoga vecchia, costruita nel 1765 ed ampliata nel 1872. La costruzione della sinagoga nuova voleva mostrare l'orgoglio di quella parte della fiorente comunità ebraica di Częstochowa più interessata ad sua piena integrazione con la società polacca. Il nuovo edificio di culto fu completato tra il 1899 e il 1909, finanziata da un comitato guidato da Henryk Markusfeld e Henich Templ e da alcuni tra i più ricchi esponenti della comunità ebraica del tempo, in massima parte di cultura e provenienza tedesche.
La sinagoga nuova, di imponenti dimensioni, era costruita in stile neoclassico, di pianta rettangolare, su un modello ispirato a quello della sinagoga grande di Varsavia. La facciata era caratterizzata da un pronao a quattro colonne sormontato da un frontone triangolare decorato con le tavole della legge e la Stella di David. Sopra le colonne c'era un'iscrizione in ebraico, tratta dal libro di Isaia: "Aprite le porte: entri il popolo giusto che mantiene la fedeltà" (Is 26,2). Dal pronao si entrava nel vestibolo, sormontato da una massiccia torre con cupola. Dal vestibolo si accedeva all'ampia e luminosa sala di preghiera.
Per il suo stile architettonico e il suo moderno stile liturgico, con la presenza di un coro maschile, l'abito del suo clero, la più moderna pronuncia delle preghiere ebraiche, i sermoni in polacco e la sua filosofia Haskalah, la Sinagoga Nuova divenne nota nella lingua yiddish della comunità ebraica di Częstochowa come di daytshe shul ("la Sinagoga tedesca").

### La scuola cantoriale
Nel 1903, come il suo primo Chazan (Cantore), la Sinagoga nuova assunse Abraham Birnbaum, che già godeva di una grande reputazione in tutta Europa. Durante il suo mandato, conclusosi con la sua morte nel novembre 1922, Birnbaum fondò nel 1906 una rinomata scuola cantoriale, i cui laureati troveranno successo e ammirazione in Europa e negli Stati Uniti. Birnbaum fu anche il fondatore della prima Unione dei Cantori. Nelle sue composizioni, Birnbaum combinava temi ebraici tradizionali con gli elementi della musica europea contemporanea. I suoi concerti divennero molto popolari non solo tra il pubblico ebraico.
Nel 1923, Avraham Fiszel divenne il nuovo Chazan della sinagoga. Viveva con la sua famiglia in un appartamento nei locali della sinagoga. Oltre ai suoi doveri come Chazan, Rav Fiszel insegnava musica al liceo ebraico e fu determinante nella formazione di numerosi cori ebraici a Czestochowa.

### L'Olocausto
Tutto cambio' con l'invasione tedesca della Polonia nel settembre 1939. Le persecuzioni antiebraiche cominciarono immediatamente. Saccheggiata dei suoi beni più preziosi e vandalizzata al pari della sinagoga vecchia, la sinagoga nuova fu data alle fiamme dai nazisti il 25 dicembre 1939. L'incendio provoco' il crollo della cupola e dei tetti; rimasero in piedi il torrione e le massicce mura perimetrali. Assieme agli interni, andarono distrutti la maggior parte degli arredi e della biblioteca giudaica, con la sua ricca collezione musicale. Si è salvato l'Aron Ha'Kodesh, conservato fino ad oggi nei magazzini dell'istituto storico ebraico di Varsavia.
Rav Avraham Fiszel decise di rimanere a custodia delle rovine della sinagoga, che dall'aprile 1941 si trovarono ad essere inglobate entro i confini del ghetto di Częstochowa. Fino alla sua morte nel 1942 (avvenuta nel campo di sterminio di Treblinka o forse già nelle strade del ghetto), Rav Fiszel continuò a condurre clandestinamente servizi religiosi nel seminterrato, vivendo in una piccola baracca nel cortile. Dopo le massicce deportazioni del settembre-ottobre 1942 e la liquidazione del ghetto grande, la sinagoga in rovina fu completamente abbandonata.

### Il dopoguerra

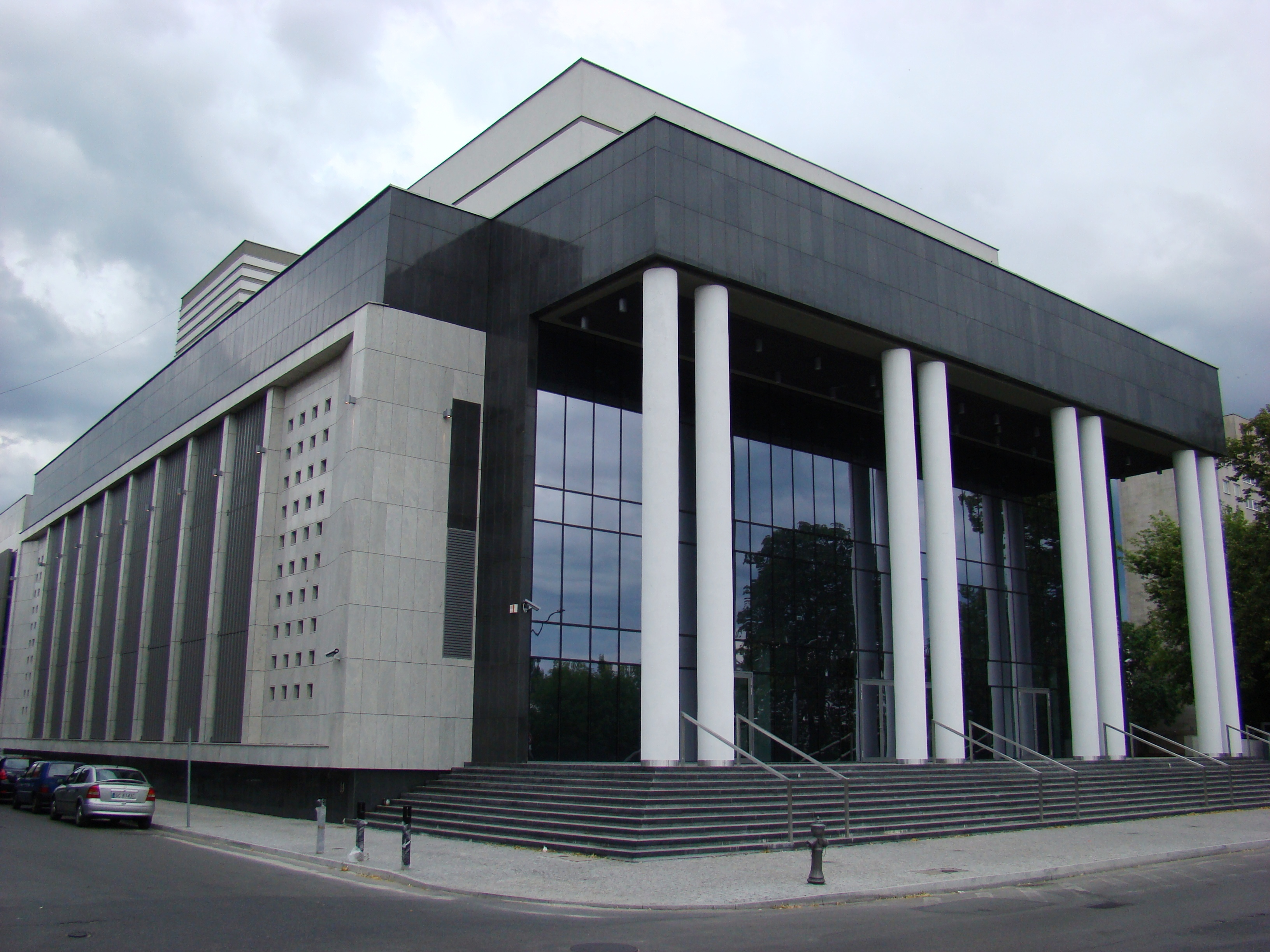
Il teatro dell'Orchestra Filarmonica di Częstochowa, costruito nel 1955-65 sulle fondamenta della sinagoga nuova

Con la pressoché totale scomparsa della comunità ebraica con l'Olocausto, la sinagoga in rovina rimase completamente abbandonata. Dal suo spazioso interno i ragazzi del quartiere ricavarono un campetto di calcio all'aperto.
Il 31 dicembre 1954 le autorità ebraiche cedettero gratuitamente la sinagoga al consiglio municipale con l'accordo che l'edificio dovesse essere restaurato nelle sue forme originarie e destinato a sede della Orchestra Filarmonica di Częstochowa. Le imponenti rovine della sinagoga furono invece completamente demolite nel 1955 per far posto alle fondazioni di un edificio del tutto nuovo e moderno. Dell'antica struttura rimangono solo pochissime tracce riscoperte nel 2007 nel seminterrato del nuovo edificio, la cui costruzione fu completata nel 1965. La memoria è rimasta viva e ancor oggi ci si riferisce talora all'edificio della Filarmonica come "la sinagoga". All'interno della sala è collocata una targa commemorativa in quattro lingue (polacco, inglese, ebraico e yiddish):
In questo luogo fu eretta la "Sinagoga nuova", che fu bruciata dai barbari nazisti il 25 dicembre 1939. Questo atto fu l'inizio dell'Olocausto a Częstochowa. L'edificio della Filarmonica di Stato fu costruito sui resti della Sinagoga nuova.